# Euclides (månkrater)
För andra betydelser, se Euklides (olika betydelser).
Euclides är en nedslagskrater på månen. Euclides har fått sitt namn efter den grekiske matematikern Euklides.

## Satellitkratrar
| Euclides | Latitud | Longitud | Diameter |
| -------- | ------- | -------- | -------- |
| C        | 13.2° S | 30.0° V  | 10.14 km |
| D        | 9.4° S  | 25.7° V  | 5.78 km  |
| E        | 6.3° S  | 25.1° V  | 3.53 km  |
| F        | 6.3° S  | 33.7° V  | 5.39 km  |
| J        | 6.4° S  | 28.5° V  | 3.4 km   |
| K        | 4.2° S  | 24.7° V  | 6 km     |
| M        | 10.4° S | 28.2° V  | 5.79 km  |
| P        | 4.5° S  | 27.6° V  | 63.82 km |